# Ulrich Hagenah
Ulrich Hagenah (* 17. Juni 1956 in Lüneburg; † 22. Dezember 2022 in Hamburg) war ein deutscher Bibliothekar.

## Leben und Wirken
Ulrich Hagenah besuchte das Gymnasium Johanneum in Lüneburg, an dem er 1975 das Abitur im altsprachlichen Zweig mit Auszeichnung ablegte. Er studierte Geschichte, Publizistik, Germanistik und Politikwissenschaft an der Universität Mainz und der Universität München, wo er 1983 seine Magisterprüfung ablegte. Im Jahre 1988 trat er als Bibliotheksreferendar an der Universitäts- und Stadtbibliothek Köln in die Ausbildung für den höheren Bibliotheksdienst ein und absolvierte die Fachprüfung hierfür 1990 an der Fachhochschule für Bibliotheks- und Dokumentationswesen in Köln. Seither war er bis 2019 als Bibliothekar an der Staats- und Universitätsbibliothek Hamburg tätig. Dort leitete er neben seinen Aufgaben als Fachreferent den Bereich „Landesbibliothek“ seiner Dienststelle und die Arbeitsstelle für Digitalisierung. Von 1995 bis 2004 war er Mitbearbeiter der „Hamburg-Bibliographie“.
Ulrich Hagenah ruht in der Gemeinschaftsgrabstätte der Hauptkirche St. Jacobi auf dem Friedhof Ohlsdorf.

## Schriften
- Sozialer Wandel auf dem Lande in Hannover 1770 bis 1850. Magisterarbeit LMU München 1983, 432 + 273 S, https://epub.sub.uni-hamburg.de/epub/volltexte/2021/129620/ und https://epub.sub.uni-hamburg.de/epub/volltexte/2021/129622/.
- Ländliche Gesellschaft im Wandel zwischen 1750 und 1850. Das Beispiel Hannover. In: Niedersächsisches Jahrbuch für Landesgeschichte, Band 57 (1985), S. 161–206.
- (Mitbearb.): Hamburg-Bibliographie. Saur, München 1995–2004.
- Rheinische Intelligenzblätter des 18. Jahrhunderts. In: Sabine Doering-Manteuffel (Hrsg.): Pressewesen der Aufklärung. Periodische Schriften im Alten Reich (= Colloquia Augustana, Band 15). Akademie-Verlag, Berlin 2001, ISBN 3-05-003634-6, S. 245–268.
- Die Hamburg-Bibliographie. Regionale Literaturdokumentation im Verbund. Bilanz und Ausblick nach den ersten zwölf Jahren. In: Auskunft, Band 24 (2004), S. 214–230.
- Die Hamburg-Bibliographie. Regionale Literaturdokumentation und ihre Kontexte. In: Ludger Syré (Hrsg.): Die Regionalbibliographie im digitalen Zeitalter. Deutschland und seine Nachbarländer (= Zeitschrift für Bibliothekswesen und Bibliographie, Sonderhefte, Band 90). Klostermann, Frankfurt am Main 2006, ISBN 3-465-03461-9, S. 241–256.
- Hamburger Adressbücher. Eine historische Skizze mit Anmerkungen zum Digitalisierungsprojekt der Staats- und Universitätsbibliothek Hamburg. In: Zeitschrift des Vereins für Hamburgische Geschichte, Band 97 (2011), S. 57–97.
- Hamburger Verhältnisse 2011. Massenentsäuerung als parteiübergreifende Investition in die Zukunft. In: Reinhard Altenhöner (Hrsg.): Eine Zukunft für saures Papier. Perspektiven von Archiven und Bibliotheken nach Abschluss des KUR-Projekts "Nachhaltigkeit der Massenentsäuerung von Bibliotheksgut" (= Zeitschrift für Bibliothekswesen und Bibliographie, Sonderhefte, Band 106). Klostermann, Frankfurt am Main 2012, ISBN 978-3-465-03728-6, S. 142–148.
- Auf dem Weg zum digitalen Lesesaal Hamburgensien und Sondersammlungen. Retrodigitalisierung in der Staats- und Universitätsbibliothek Hamburg. In: Irmgard Siebert (Hrsg.): Digitalisierung in Regionalbibliotheken (= Zeitschrift für Bibliothekswesen und Bibliographie, Sonderhefte, Band 107). Klostermann, Frankfurt am Main 2012, ISBN 978-3-465-03759-0, S. 135–156.
- HamburgWissen Digital. Das Portal zur Geschichte und Landeskunde der Hansestadt. Ein Projekt der SUB Hamburg. In: Klaus-Rainer Brintzinger (Hrsg.): Bibliotheken. Tore zur Welt des Wissens. Olms, Hildesheim 2013, ISBN 978-3-487-14888-5, S. 267–279.
- Nachrichtenmedien im digitalen Wandel. In: Bibliotheksdienst, Band 49 (2015), S. 119–133.
- (mit Kerstin Wendt): Zehn Jahre Digitalisierung in der SUB Hamburg – zehn Jahre Strategien in Progressc. In: Bibliotheksdienst, Band 50 (2016), S. 919–942.
- Archivieren – aufbereiten – digitale Lebenswelten für die Forschung verfügbar machen. Was können, was sollten Bibliotheken angesichts der Umwälzungen des Nachrichtenmarktes leisten? In: Bibliotheksdienst, Band 50 (2016), S. 300–317.
- Webarchivierung in der SUB Hamburg. Kleine Schritte in der Region – Bausteine zu einem größeren Ganzen? In: Bibliotheksdienst, Band 51 (2017), S. 500–515.
- Hamburg Open Science – Digitalisierung im Planungskontext für die Open-Acess-Infrastruktur der Hamburger Wissenschaft. In: Gregor Neuböck (Hrsg.): Digitalisierung in Bibliotheken. Viel mehr als nur Bücher scannen (= Bibliotheks- und Informationspraxis, Band 63). de Gruyter Saur, Berlin 2018, ISBN 978-3-11-050039-4, S. 41–75.
- (mit Lars Jendral): Die AG Regionalbibliographie in der Ära Syré 1988–2019. In: Maria Elisabeth Müller u. a. (Hrsg.): Regionalbibliographien. Forschungsdaten und Quellen des kulturellen Gedächtnisses. Liber amicorum für Ludger Syré. Olms, Hildesheim 2019, ISBN 978-3-487-15650-7, S. 51–64.
- (mit Martin Mayer): Persistente Daten und neue Kontexte – die Regionalbibliographie als Profilelement von Landesbibliotheken. In: Ebd., S. 81–104.